# Naupoda punctifascia
Naupoda punctifascia är en tvåvingeart som beskrevs av Speiser 1911. Naupoda punctifascia ingår i släktet Naupoda och familjen bredmunsflugor. Inga underarter finns listade i Catalogue of Life.